# Louise Bryant
Vous lisez un « bon article » labellisé en 2020.
Pour les articles homonymes, voir Mohan et Bryant.
Anna Louise Mohan, dite Louise Bryant, est une féministe, militante politique et journaliste américaine, née le 5 décembre 1885 à San Francisco et morte le 6 janvier 1936 à Sèvres en France. Elle est connue en particulier pour ses reportages pro-bolchéviques pendant la révolution russe. Épouse de John Silas Reed, elle rédige des portraits de nombreuses personnalités russes, dont Catherine Brechkovski, Maria Spiridonova, Alexandre Kerenski, Lénine et Léon Trotski. Ses articles, distribués par Hearst dès son premier voyage à Petrograd et Moscou, sont publiés dans des journaux américains et canadiens à partir de la fin de la Première Guerre mondiale. En 1918, elle publie Six mois rouges en Russie, un recueil des articles rédigés pendant son premier voyage. L'année suivante, elle témoigne en faveur de la révolution auprès de l'Overman Committee, un comité du Sénat visant à enquêter sur l'influence bolchévique aux États-Unis. Plus tard, en 1919, elle se lance dans une tournée nationale de soutien aux bolchéviques et de dénonciation de l'intervention alliée pendant la guerre civile russe.
En 1923, elle épouse William C. Bullitt, avec qui elle a une fille, Anne. À la fin de sa vie, elle souffre de la maladie de Dercum et sombre dans l'alcoolisme. William C. Bullitt obtient le divorce et la garde exclusive de leur fille Anne. Son histoire et celle de Reed inspirent le film Reds de Warren Beatty en 1981.

## Biographie

### Enfance et éducation

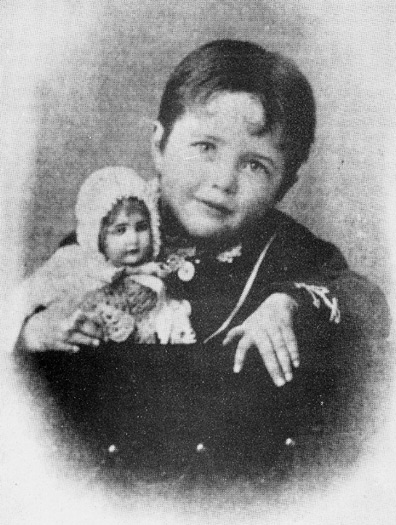
Louise Bryant enfant, entre 1885 et 1890.

Anna Louise Mohan naît en 1885 à San Francisco. Son père, Hugh Mohan, est né en Pennsylvanie : journaliste, il s’implique dans les politiques du Parti démocrate et dans les sujets en rapport avec le droit du travail. Anna Louise Mohan a deux aînés, Barbara, née en 1880, et Louis, né en 1882. Plus tard, en 1885, la famille Mohan déménage à Reno, où Mohan continue sa carrière de journaliste mais sombre dans l’alcoolisme. Un jour, il disparaît et ne revient jamais auprès de sa famille. Louisa Flick, épouse Mohan, obtient le divorce en 1889 et épouse Sheridan Bryant, un cheminot qui travaille pour la Southern Pacific Transportation Company. Le couple a deux enfants, Floyd, né en 1894, et William, né en 1896. La famille vit à Wadsworth, mais Louise part vivre chez le beau-père de sa mère, James Say, qui habite dans un ranch près du lac de Humboldt, dans le Nevada. Elle y reste trois ou quatre ans, revenant à Wadsworth à la demande de sa mère alors qu’elle est âgée de douze ans. Anna Louise Mohan prend alors le nom de son beau-père dans sa vie quotidienne, mais Louise Bryant reste un nom d'usage car elle ne fait jamais les démarches nécessaires pour changer son état civil.

Après ses études secondaires dans des établissements de Wadsworth, puis de Reno, elle est acceptée à l’université du Nevada à Reno, où elle s’intéresse au journalisme, au débat, à l’art, à la danse et au basketball. En 1905, elle est responsable de la Young Ladies Edition (« édition des jeunes femmes ») du journal étudiant. La même année, elle écrit la nouvelle The Way of a Flirt pour le magazine littéraire Chuckwalla et envoie des dessins à ce même titre et à Artemisia. Après la mort de James Say en 1906, Bryant est atteinte d’une dépression et quitte l’université pour travailler à Jolon, où elle vit dans un ranch et donne des cours à des enfants, pour la majorité mexicains. À l’été 1906, elle déménage à Eugene, où elle rejoint son frère Louis qui travaille pour la Southern Pacific.

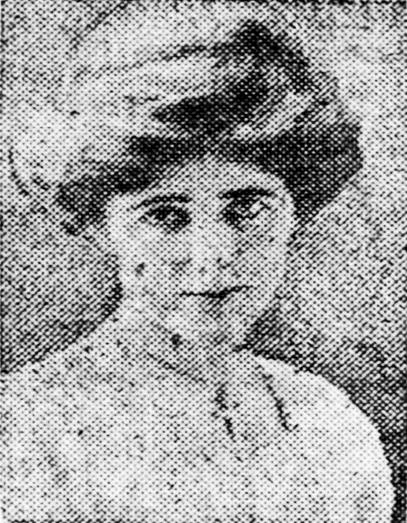
Bryant, étudiante à l’université de l'Oregon, en 1909.

Quand elle découvre qu’elle peut obtenir une équivalence pour ses études à Reno, elle s’inscrit à l’université de l'Oregon à Eugene. Le campus a moins de 500 étudiants et elle y est populaire : elle participe à la création d’une sororité, Zeta Iota Phi, un chapitre local de Chi Omega, et en est la première présidente. Elle écrit des poèmes et crée des dessins pour l’Oregon Monthly. Dans la ville d’Eugene, connue pour son puritanisme, elle est la première étudiante à porter du blush, a plusieurs relations amoureuses, et porte des vêtements critiqués par Miriam Van Waters, l’éditrice de l’Oregon Monthly, et Luella Clay Carson, la doyenne des femmes du campus. En 1908, elle quitte le campus pendant un semestre pour enseigner dans une petite école de l’île Stuart, elle retourne à Eugene pour obtenir son Bachelor of Arts (licence) avec une majeure en histoire. Elle obtient son diplôme début 1909 avec un mémoire sur la guerre des Modocs.

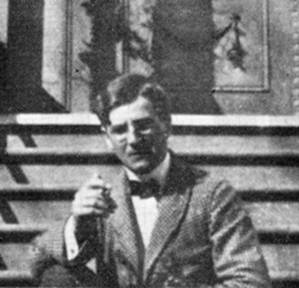
Paul Trullinger, premier mari de Louise Bryant.

### Vie en Oregon
Au printemps 1909, Louise Bryant s’installe à Portland, partageant d’abord un appartement avec une camarade de classe, Clara Wold, puis prenant son propre appartement dans le même immeuble. Elle enchaîne les emplois : elle conçoit un vitrail pour le Povey Brothers Studio, effectue des reportages freelance pour The Oregonian et rédige et illustre des articles pour le Portland Spectator,. Fin 1909, elle rencontre puis épouse Paul Trullinger, un dentiste qui vit sur une péniche sur la Willamette, collectionne des œuvres d’art et organise des soirées où il invite ses amis à inhaler de l’éther.
Louise Bryant garde son nom de jeune fille et son appartement après son mariage. Elle déteste les corvées domestiques et souhaite avancer dans sa carrière. Son amie Sara Bard Field lui présente le mouvement pour le droit de vote des femmes aux États-Unis et elle rejoint la branche oregonaise de la College Equal Suffrage League en 1912. Avec Field, elles prononcent des discours pro-suffrage féminin dans des petites villes de l’Oregon et défilent dans un char de suffragettes au cours de la parade du Jour du drapeau à Portland. Sous la direction d’Abigail Scott Duniway, les femmes obtiennent le droit de vote en Oregon un peu plus tard la même année.
Louise Bryant découvre le journal socialiste The Masses grâce à son ami, l’avocat Charles Erskine Scott Wood, qui épousera plus tard Field. Enthousiaste à la lecture de son contenu, en particulier celui rédigé par John Reed, Louise Bryant commence à lancer des campagnes d’abonnement au journal. Emma Goldman prononce un discours en l’honneur de Reed dans le hall des Industrial Workers of the World à Portland. Avec d’autres militants politiques, dont Alexandre Berkman, elle est invitée aux soirées de Louise Bryant et de son mari. En 1914, Reed, un journaliste diplômé de Harvard vivant à Greenwich Village, visite Portland, dont il est originaire, et s’exprime contre le système de classes à l’University Club de Portland. On ne sait pas exactement quand Louise Bryant et Reed se sont rencontrés, mais vers Noël 1915, Reed revient à Portland pour voir sa mère après le décès de son père et annonce être en couple avec Louise Bryant. Reed retourne à Greenwhich Village le 28 décembre et Louise Bryant abandonne son mari pour le suivre trois jours plus tard. Trullinger demande le divorce, qui est prononcé en juillet 1916,.

### Départ pour New York

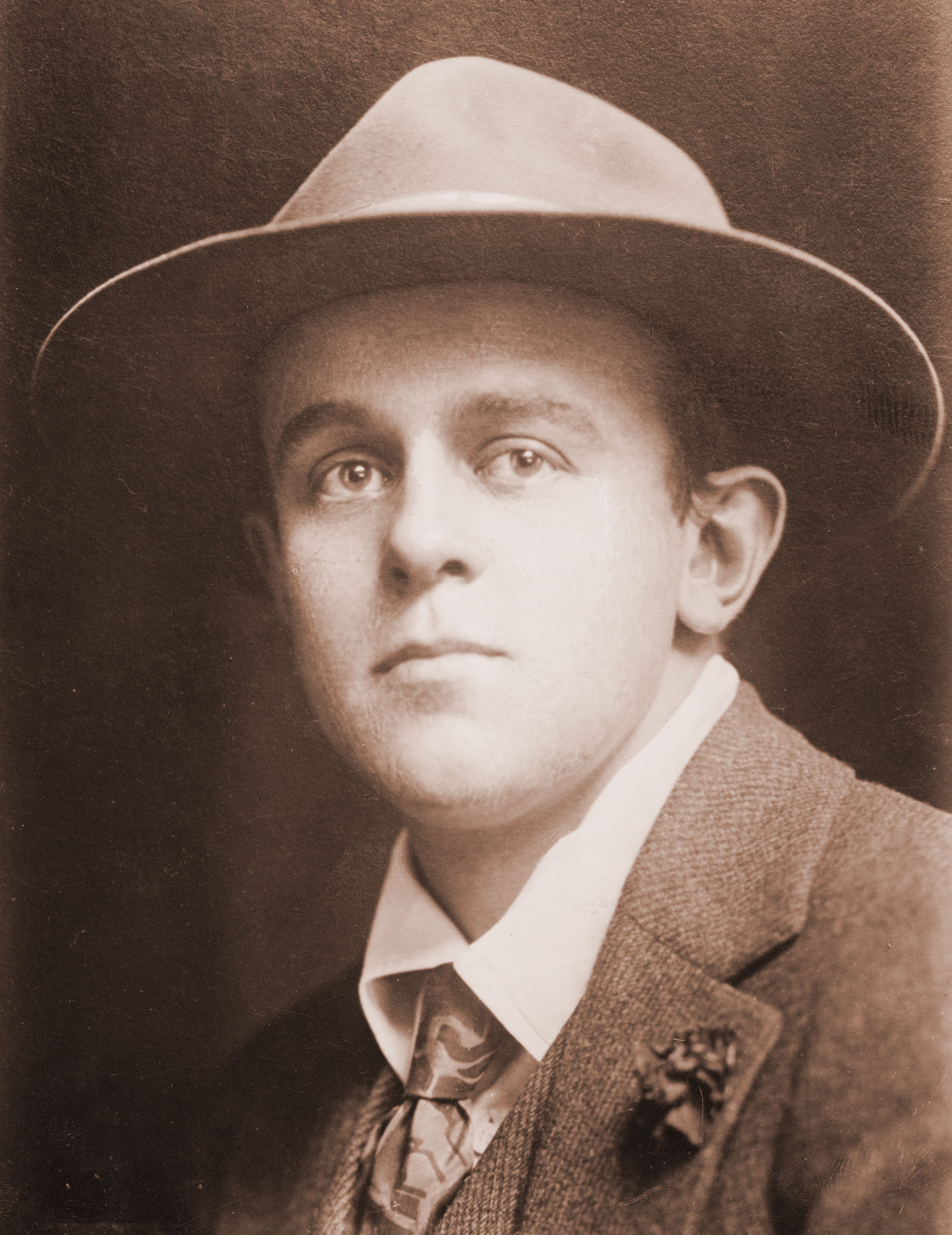
John Reed, c. 1910–1915.

Reed loue une chambre pour Louise Bryant près de son appartement au 43 Washington Square[Lequel ?]. Leur cohabitation en dehors du mariage est un détail pour les amis de Reed, qui rejettent l’institution du mariage et les autres normes de la classe moyenne. Lors d’une visite de New York, Field emmène Louise Bryant à une réunion de Heterodoxy, groupe féministe qui inclut Charlotte Perkins Gilman, Mary Heaton Vorse, Crystal Eastman, Ida Rauh, Zona Gale et Mary Austin. Les nouvelles amies de Louise Bryant comprennent Inez Milholland, Inez Haynes Irwin et Doris Stevens. Le couple fréquente aussi l'anarchiste Emma Goldman, le dramaturge Eugene O'Neill et la mécène Mabel Dodge, une ancienne amante de Reed.
Au numéro 43, Louise Bryant et John Reed s’aménagent deux bureaux séparés, où chacun travaille sur ses projets de journaliste. Quatre mois après son départ de l’Oregon, elle se fait connaître à New York avec un portrait de deux juges de Portland, dont l’un a annulé un procès contre Emma Goldman, accusée d’avoir distribué de la documentation du mouvement de contrôle des naissances aux États-Unis. L’article est publié sous le nom Two judges (« Deux juges ») dans The Masses en avril 1916 et est publié par Max Forrester Eastman, le frère de Crystal Eastman. Pendant ce temps, Reed est envoyé interviewer l'influent homme politique William Jennings Bryan en Floride pour Collier's.

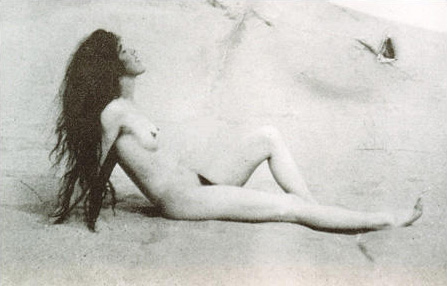
Louise Bryant se prélassant au soleil à Provincetown, en 1916.

Quelques semaines plus tard, Louise Bryant et Reed sont invités par Vorse à passer l’été à Provincetown et à participer aux créations de la troupe de théâtre Provincetown Players. D’autres artistes du Village rejoignent la troupe, créée en 1915 par George Cram Cook et Susan Glaspell, qui ont pour objectif de produire des pièces de théâtre à la fois artistiques et politiques. En 1916, la troupe joue The Game, une pièce de Louise Bryant dans laquelle les personnages de la Vie et de la Mort jouent aux dés pour définir le destin de la Jeunesse (un poète) et de la Fille (une danseuse). La pièce est annoncée en même temps que Not Smart, de Wilbur Steele, et Bound East for Cardiff de O’Neill.
Pendant l’été, John Reed quitte Provincetown pour couvrir la convention du Parti progressiste à Chicago et pour écrire des articles pour Collier’s et Metropolitan Magazine. Pendant ses absences, Louise Bryant et O’Neill deviennent amants, ce qui ne pose aucun problème dans leur groupe qui milite pour l’amour libre. Reed, découvrant la liaison, réagit en invitant O’Neill à partager ses repas avec le couple. Dans une lettre à Field, Louise Bryant écrit de sa relation avec Reed qu’elle est « si belle et si libre ! […] Nous n’interférons pas du tout l’un avec l’autre […] nous avons le sentiment d’être des enfants qui ne grandiront jamais ».

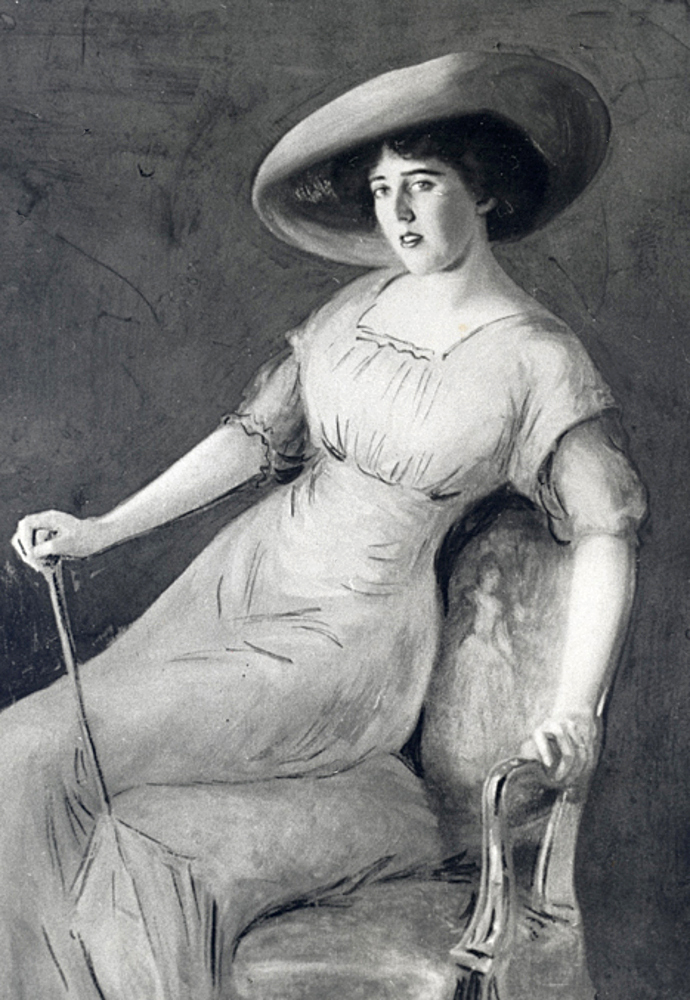
Louise Bryant, tableau de John Henry Trullinger réalisé en 1913.

Après avoir passé le mois de septembre 1916 à Truro, dans une maison qu’ils ont achetée, Louise Bryant et Reed retournent à Greenwich Village. Le week-end, ils se rendent à Croton-on-Hudson, au nord de New York, où leurs amis ont des petites maisons. En octobre, ils achètent leur propre cottage sur place. Reed souffre cependant d'une maladie rénale qui le force à se faire retirer un rein. L’opération, prévue pour mi-novembre, est dangereuse et Reed décide de faire de Louise Bryant son héritière. Ils se marient donc le 9 novembre à Peekskill, trois jours avant l’opération de Reed à l’hôpital Johns-Hopkins. À la même période, Louise doit se faire soigner pour des problèmes d’ordre gynécologique. Quand Reed revient de Baltimore, mi-décembre, le couple part vivre à plein temps à Croton on Hudson pour récupérer et se concentrer sur l’écriture. Ils prévoient de se rendre en Chine en 1917 pour envoyer des reportages à des publications américaines, mais abandonnent le projet en janvier 1917, quand les États-Unis se préparent à prendre part à la Première Guerre mondiale. En difficulté financière, le couple vend le cottage de Truro à Margaret Sanger, et Reed vend la montre en or de son père. À la même époque, son engagement pacifiste lui fait perdre de nombreux contrats. La relation de Bryant avec O’Neill augmente les tensions du couple, qui se brouille quand Reed confesse avoir eu plusieurs liaisons de son côté. Ils se séparent temporairement et elle décide d’aller en Europe. Reed l’aide à convaincre John Wheeler, qui vient de fonder le Bell Syndicate, de lui fournir une carte de presse. Reed lui paie le voyage et elle prend le bateau en juin pour couvrir la guerre en France. Elle regrette presque immédiatement sa décision, et ils s’envoient de très nombreuses lettres pendant tout le voyage.
Pendant son voyage, Louise Bryant fait des interviews de médecins militaires à bord du paquebot Espagne et écrit des articles sur eux et sur la menace des attaques par torpilles. À son arrivée à Paris, elle demande une permission de se rendre sur le front de l'Ouest, mais n’obtient pas d’autorisation en raison de son manque d’expérience et de son genre. Elle collecte des informations auprès de nombreux habitants de Paris et envoie ses articles à Reed, qui les relit et les transfère à Wheeler.

### Visite à Petrograd
Louise Bryant revient de France mi-août 1917 et John Reed la retrouve sur le quai du port pour lui dire de préparer ses affaires : quatre jours plus tard, ils doivent partir pour Petrograd et y couvrir la révolution russe. Eastman, éditeur de The Masses, paie les frais de Reed, et le Bell Syndicate demande à Louise Bryant d’apporter « le point de vue féminin » à la couverture médiatique de la guerre. Ils quittent New York le 17 août et arrivent à Petrograd, à l’époque capitale de la Russie, environ six mois après l’abdication forcée de Nicolas II. Le gouvernement d’Alexandre Kerenski a déjà subi une tentative de coup d’État du général Kornilov. Bryant et Reed arrivent en ville entre ce coup d'État et la révolution d'Octobre.

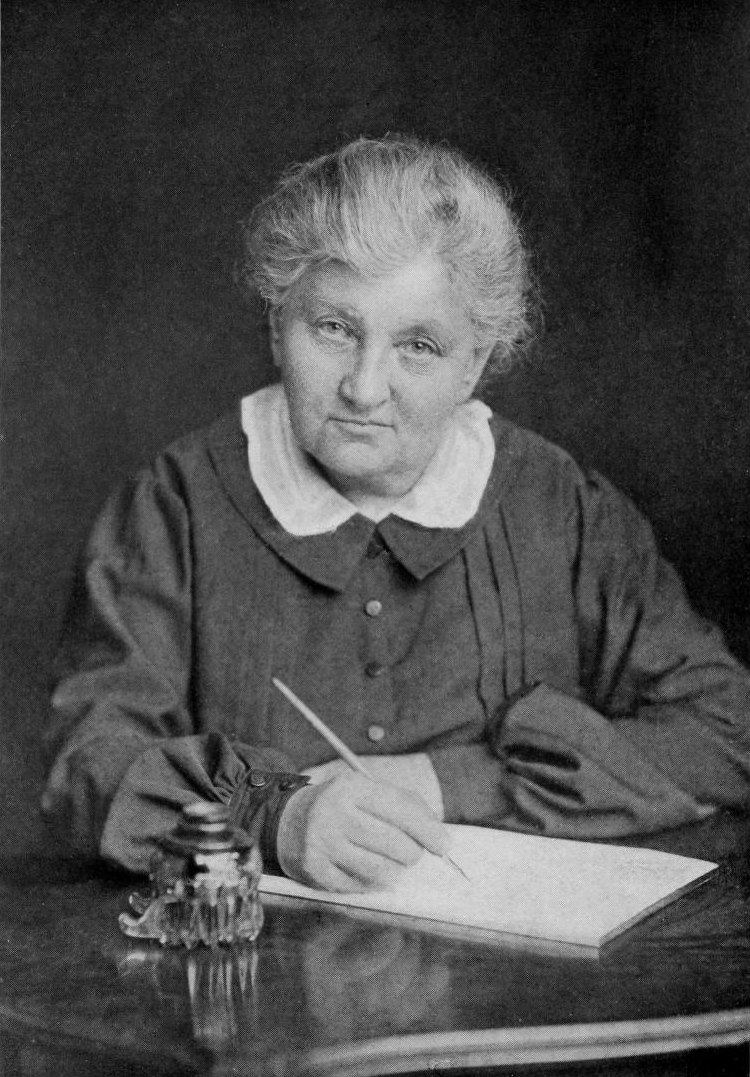
Catherine Brechkovski, l'une des femmes que Louise Bryant interviewe en 1917.

Louise Bryant et John Reed, à nouveau en couple, travaillent à l’hôtel Angleterre Petrograd. Ils se rendent à des conférences à l’institut Smolny et ailleurs à Petrograd et interviewent de nombreux dirigeants politiques dont Lénine, Trotski et Kerenski. Pendant cette période, Louise Bryant écrit le livre Six mois rouges en Russie, Reed prépare Dix jours qui ébranlèrent le monde. Louise Bryant voyage beaucoup : elle couvre les réunions de la Douma, dîne dans des cantines militaires avec des soldats et des ouvriers, et interviewe des femmes révolutionnaires. Parmi elles figurent Catherine Brechkovski, Maria Spiridonova et Alexandra Kollontaï, qui devient la seule femme du cabinet bolchévique. Elle sort ainsi véritablement de l’ombre de son mari pour la première fois et ses écrits sont lus dans tous les États-Unis. Au printemps 1918, aux États-Unis, le patriotisme de guerre évolue en parallèle de l’ouverture d’esprit face à la révolution russe. Les journalistes savent que tout article qui parle de la Russie se vendra bien. Le Public Ledger achète trente-deux articles de Bryant et les revend à plus d’une centaine de journaux d’Amérique du Nord.

### Retour à New York
Louise Bryant quitte la Russie avant John Reed, qui tient à couvrir le débat bolchévique sur la participation russe à la guerre contre l’Allemagne. Elle retourne à New York, où elle arrive le 18 février 1918. Elle y trouve Greenwich Village profondément transformé : des anciens amis sont partis, les loyers ont augmenté, et les touristes remplacent les bohémiens. Sous la pression du gouvernement, The Masses a arrêté ses activités. Elle réserve une chambre à l’hôtel Breevort et écrit des articles sur la révolution d’Octobre et des discours de soutien au gouvernement travailliste de Russie. Pendant ce temps, Reed ne parvient pas à obtenir un visa de retour aux États-Unis et est retenu à Oslo pendant plus d’un mois. Ses lettres sont censurées et Louise Bryant ne reçoit pas de nouvelles de lui avant avril. Sur ordre d’Edgar Sisson, de la commission américaine sur l’information publique, tous les documents en possession de Reed sont confisqués lorsqu’il arrive à New York le 28 avril. Ne pouvant plus travailler sans ses notes d’observation russes, il se retire à Croton on Hudson avec sa femme pour l’été.
En août, pendant un long week-end artistique à Woodstock, Louise Bryant commence une liaison avec le peintre Andrew Dasburg, avec qui elle est amie depuis deux ans. De retour au Village en septembre, Bryant et Reed louent une petite maison sur la place Patchin. Plus tard dans le mois, Reed est arrêté pour un discours où il a critiqué l’intervention alliée pendant la guerre civile russe. Il est relâché avec une caution de 5 000 $. Reed est à nouveau accusé aux côtés d’Eastman, de Floyd Dell et des anciens rédacteurs de The Masses pour avoir tenté de faire obstruction à la conscription aux États-Unis pendant la Première Guerre mondiale. Reed est accusé spécifiquement à cause d’un article sur les maladies mentales au sein des troupes américaines. Louise Bryant est entendue sans être accusée. Les deux procès contre The Masses se terminent avec un jury indécis et les accusés sont libérés. En octobre, le livre de Louise Bryant, Six mois rouges en Russie, sort aux États-Unis et reçoit des critiques majoritairement favorables, et Reed récupère ses notes de travail et reprend la rédaction des Dix jours qui ébranlèrent le monde, qui ne sera publié qu’en avril 1919.
En février 1919, Louise Bryant voyage à Washington avec Albert Rhys Williams pour s’y exprimer sur la situation en Russie. Sur place, elle participe à une manifestation du National Woman's Party et est arrêtée et condamnée à cinq jours de prison. Elle est accusée, après avoir brûlé l’effigie de Woodrow Wilson sur la pelouse de la Maison-Blanche, d’avoir allumé un incendie sur la propriété du gouvernement, pénétré sur la pelouse de la Maison-Blanche et tenté de prononcer des discours appelant au désordre. Elle fait partie d’un groupe de femmes qui refusent la libération sous caution et passe au moins trois jours en prison, durant lesquels elle participe à une grève de la faim. À sa libération, elle insiste pour témoigner en tant que témoin hostile auprès de l’Overman Committee, chargé d’enquêter sur l’activité bolchévique aux États-Unis. Refusant de répondre aux questions sur sa religion, son mariage et sa vie personnelle, elle témoigne pendant deux jours pour tenter de convaincre le comité, présidé par le sénateur Lee S. Overman, que la Russie a le droit à l’auto-détermination.

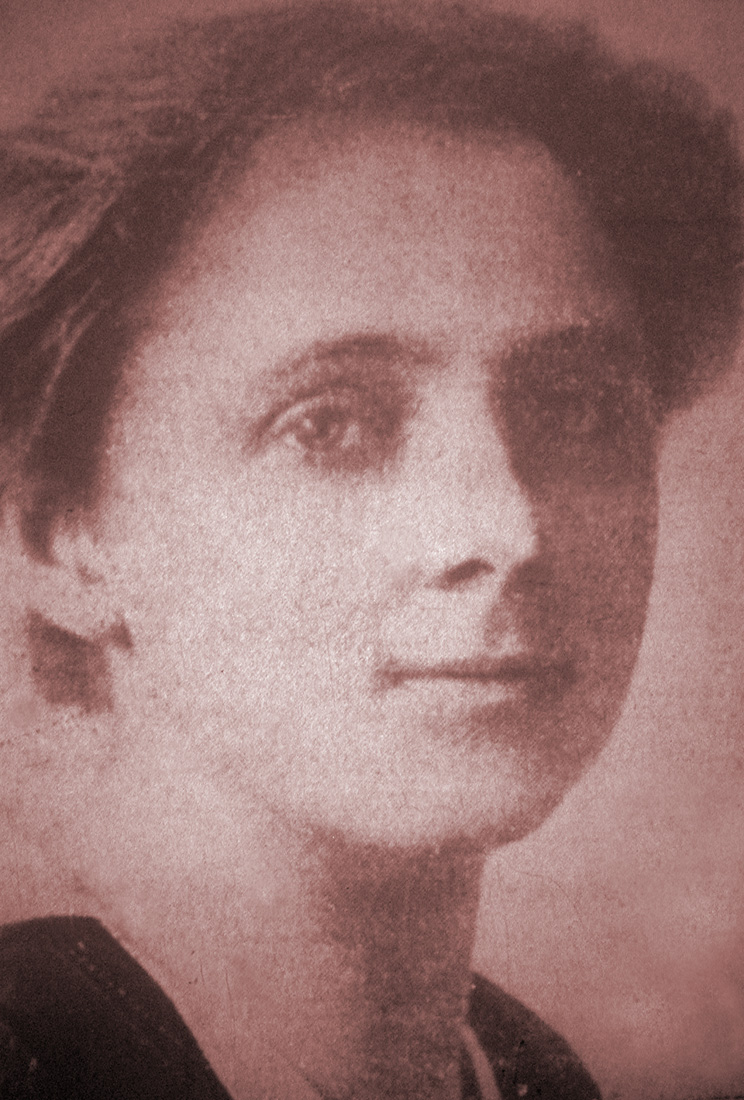
Anna Louise Strong en 1918, l’année où elle organise la tournée de Louise Bryant.

Peu après, elle se lance dans une tournée nationale, The Truth about Russia (« La Vérité sur la Russie »), organisée par Anna Louise Strong. Cette tournée la voit faire ses discours auprès de grandes foules de Détroit, Chicago, Spokane, Seattle, San Francisco, Los Angeles, et d’autres grandes villes américaines. La biographie de Bryant affirme qu’elle est la première femme à avoir défendu Lénine et Trotski au cours de meetings politiques sur le sol américain.
À son retour de tournée, en mai 1918, Louise Bryant et John Reed passent quelques mois à Croton on Hudson, où ils écrivent et jardinent pendant que John Reed guérit de la grippe. Fin août, Reed, qui a rejoint le Parti socialiste des États-Unis, est choisi par sa sous-branche, le Communist Labor Party of America, pour se rendre à Moscou et essayer de faire reconnaître le CLP comme unique représentant américain de l’Internationale communiste. Contrairement à Reed, Louise Bryant prend garde à ne s’affilier à aucun parti politique. Le gouvernement américain interdit rapidement le CLP et son concurrent, le Parti communiste des États-Unis d'Amérique, dirigé par Louis Fraina (en). Sous la menace d’être arrêté et ne pouvant pas obtenir de passeport pour aller en Russie, Reed se fait passer pour un chauffeur et embarque sur un bateau scandinave en septembre 1919. Pendant les Palmer Raids et la première peur rouge qui commencent en novembre 1919, il est accusé de conspiration visant à renverser le gouvernement par la force. En mai 1920, après sa visite à Moscou, il est arrêté et incarcéré en Finlande alors qu’il tente de regagner les États-Unis. Trois mois plus tard, il est renvoyé à Moscou dans le cadre d’un échange de prisonniers entre les bolchéviques et la garde blanche finlandaise. À Tallinn, il envoie un télégramme à Louise : Passport home refused. Temporarily returning headquarters. Come if possible (« Passeport refusé. Retour temporaire au quartier général. Viens si possible. »). N’ayant pas non plus de passeport, elle se déguise en femme de marchand suédois et arrive à Petrograd à la fin août 1920.

### Vie en Europe
Quand Louise Bryant arrive à Petrograd, John Reed est à Bakou pour assister au congrès oriental de l’URSS avec le comité de direction du Komintern. Il lui a laissé une lettre avec des informations pratiques et elle se rend donc à une chambre qu’il a réservée pour elle à l’hôtel Dielovoy de Moscou. Le 15 septembre, il l’y retrouve et le couple passe quelques jours ensemble, rendant visite à Lénine, Trotski, Béla Kun et Ismail Enver. Elle commence à écrire des articles sur Moscou et à les envoyer à l’International News Service, qui l’a embauchée avant son départ de New York.

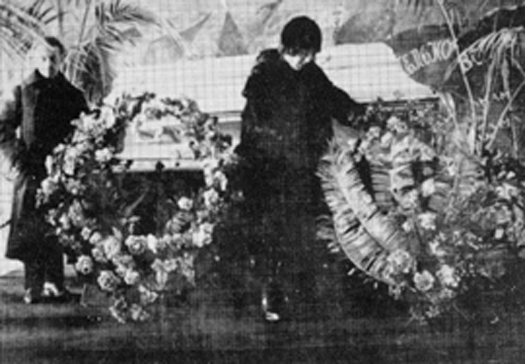
Louise Bryant à l'enterrement de John Reed.

Une semaine après le retour de Reed de Bakou, celui-ci commence à souffrir de maux de tête et de vertiges, et pense avoir la grippe. Mais cinq jours plus tard, il est délirant. Les médecins identifient le typhus et l’hospitalisent. Il meurt le 17 octobre 1920, avec Louise à ses côtés. Le jour de l’enterrement, elle suit la tradition russe et marche seule à l’avant du cortège funèbre, juste derrière le corbillard. Pendant l’enterrement, elle perd connaissance et se réveille plus tard dans sa chambre d’hôtel. À son chevet se trouvent ses amis Emma Goldman et Alexandre Berkman, qui ont été arrêtés aux États-Unis et déportés en Russie fin 1919.
Après la mort de John Reed, elle obtient de Lénine l’autorisation de voyager au sud de la Russie : elle découvre la steppe kazakhe en train et est témoin de la famine qui touche ces régions, puis elle visite Tachkent et Boukhara et se rend enfin aux frontières de l’Iran et de l’Afghanistan.

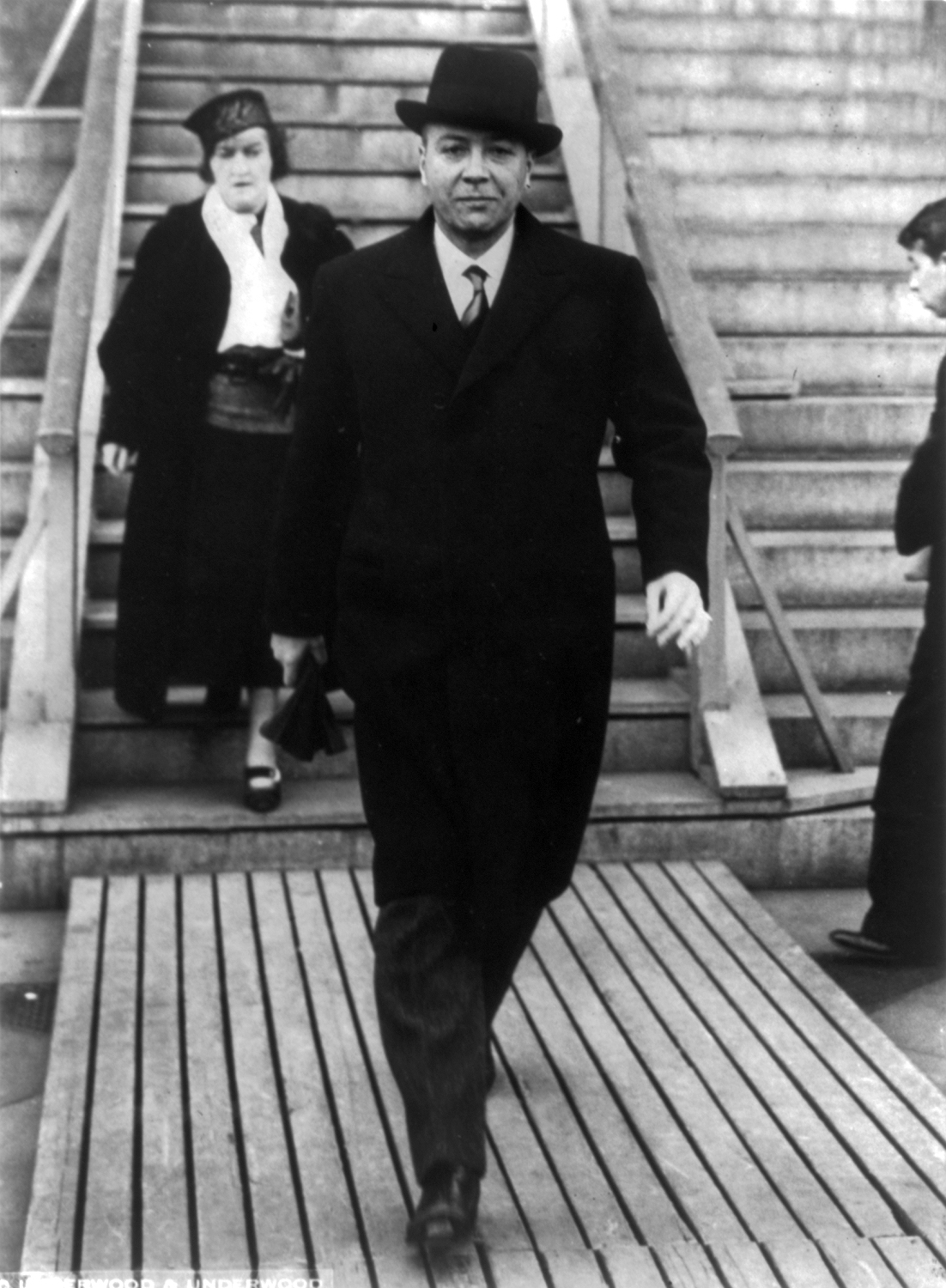
William C. Bullitt, le troisième mari de Louise Bryant.

Elle rentre aux États-Unis au milieu de l’été 1921 et y reste environ un an. Pendant ce temps, elle fait la connaissance de William C. Bullitt, un directeur de Paramount, et tente de le convaincre d’adapter en film les Dix Jours qui ébranlèrent le monde. Bullit, diplômé de l’université Yale et héritier d’une riche famille de Philadelphie, est un ancien journaliste spécialisé en affaires internationales avant de travailler comme diplomate. Louise Bryant et Bullitt s’intéressent tous deux à la Russie, au journalisme, et à l’œuvre de John Reed, dont Bullitt est un admirateur. Paramount refuse de produire le film demandé par Louise Bryant, mais Bullitt tombe sous son charme et ils nouent une relation amoureuse. En août, le New York American publie une série de seize articles de Bryant relatant la famine en Russie, la Nouvelle politique économique de Lénine et la fin de la guerre civile russe. Le ton de ces articles n’a cependant plus l'enthousiasme de ses articles de 1918.
En octobre 1921, Louise Bryant fait le discours principal d’un événement commémoratif de Reed à New York, et elle passe beaucoup de temps à regrouper les écrits de son mari dans l’espoir d’en publier un recueil. Elle signe un partenariat avec le King Features Syndicate, qui la renvoie en Russie pour y écrire une série de portraits de personnes russes. Le premier portrait est publié en juin 1922 et en 1923, elle publie son second livre, Miroirs de Moscou. Les voyages de Louise Bryant en Europe incluent Moscou, Berlin, Londres, Paris et d’autres grandes villes. Fin octobre, elle se rend à Rome avec Bullitt. À la fin de l’année, elle a l’occasion d’écrire un article sur Mussolini, qui vient de prendre le pouvoir, en interviewant différentes personnes, notamment Rachele Guidi, la compagne de Mussolini. Le New York American publie ce portrait début 1923.
À la même période, elle quitte Rome pour couvrir la guerre d’indépendance turque et s’installe à Constantinople avec Bullitt. Elle relate l’arrivée au pouvoir d'Atatürk tandis que son compagnon écrit le roman It’s Not Done, qu’il publie en 1926 en le lui dédiant. Depuis la Turquie, elle se rend à Palerme pour interviewer Constantin Ier, puis à Athènes pour rencontrer son fils, Georges II. Peu après, elle abandonne sa carrière de journaliste pour se concentrer sur sa famille.

### Fin de sa carrière professionnelle

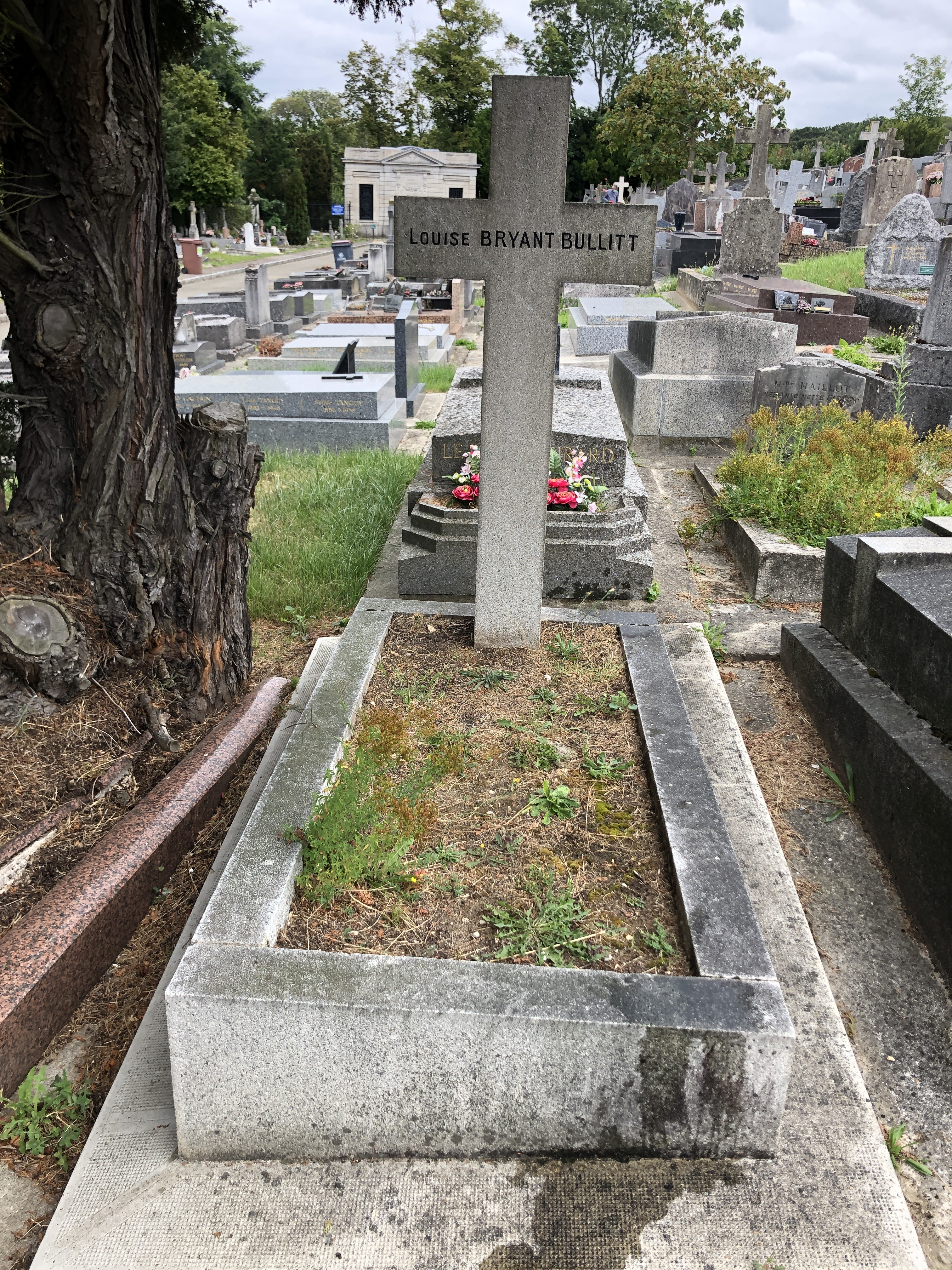
Tombe de Louise Bryant.

Fin 1923, Louise Bryant et Bullitt s’installent à Paris, où ils se marient en décembre. Deux mois plus tard, elle donne naissance à une fille, Anne Moen Bullitt. Le nom Moen est une orthographe alternative du nom légal de Louise Bryant, Mohan. En 1925, le couple adopte Refik Ismaili Bey, un garçon de huit ans qu’ils ont connu en Turquie. Mariée et mère, Louise Bryant doit s’astreindre à la vie quotidienne d’une maîtresse de maison riche, à donner des ordres aux domestiques et organiser la décoration, les repas et les mondanités de la famille. Elle se plaint que sa nouvelle vie est « inutile », et son mariage commence à se détériorer. Une biographe le qualifiera plus tard de « désastre » à l’opposé des anciennes relations amoureuses de Louise Bryant.
Elle continue à écrire, mais très peu de ses articles sont publiés. Son dernier article, A Turkish Divorce (« Un divorce à la turque »), qui porte sur le traitement des femmes par Atatürk, est publié dans The Nation en août 1925.
En 1926, elle est atteinte de la maladie de Dercum. Elle commence à énormément boire après une vie d’abstinence. Début 1928, elle se met à fréquenter les cercles lesbiens de Paris et y fait la rencontre de la sculptrice anglaise Gwen Le Gallienne, avec qui elle noue une relation amoureuse. William C.Bullitt découvre des lettres intimes échangées par les deux femmes,,. Il s’appuie alors sur l’alcoolisme et l'adultère de sa femme pour demander le divorce, qu’il obtient en 1930. Il obtient également la garde exclusive d’Anne. Louise Bryant reste à Paris, donnant des conseils d’écriture à Claude McKay et aidant des chercheurs de Harvard à conserver les écrits de John Reed.
Elle meurt d’une hémorragie intracérébrale le 6 janvier 1936, à Sèvres. Elle est enterrée au cimetière des Gonards à Versailles.

## Postérité
En 1981, le film Reds sort et suit l'histoire de John Reed et Louise Bryant. Diane Keaton y joue Louise Bryant et Warren Beatty joue John Reed. 
En 1998, trois bénévoles de l'Oregon Cultural Heritage Commission se rendent à Paris et trouvent la tombe de Louise Bryant en ruines, abandonnée et en voie de destruction. Ils lancent une campagne de dons, qui inclut des dons de membres des familles John Bryant et William C.Bullitt, et parviennent à restaurer la tombe.

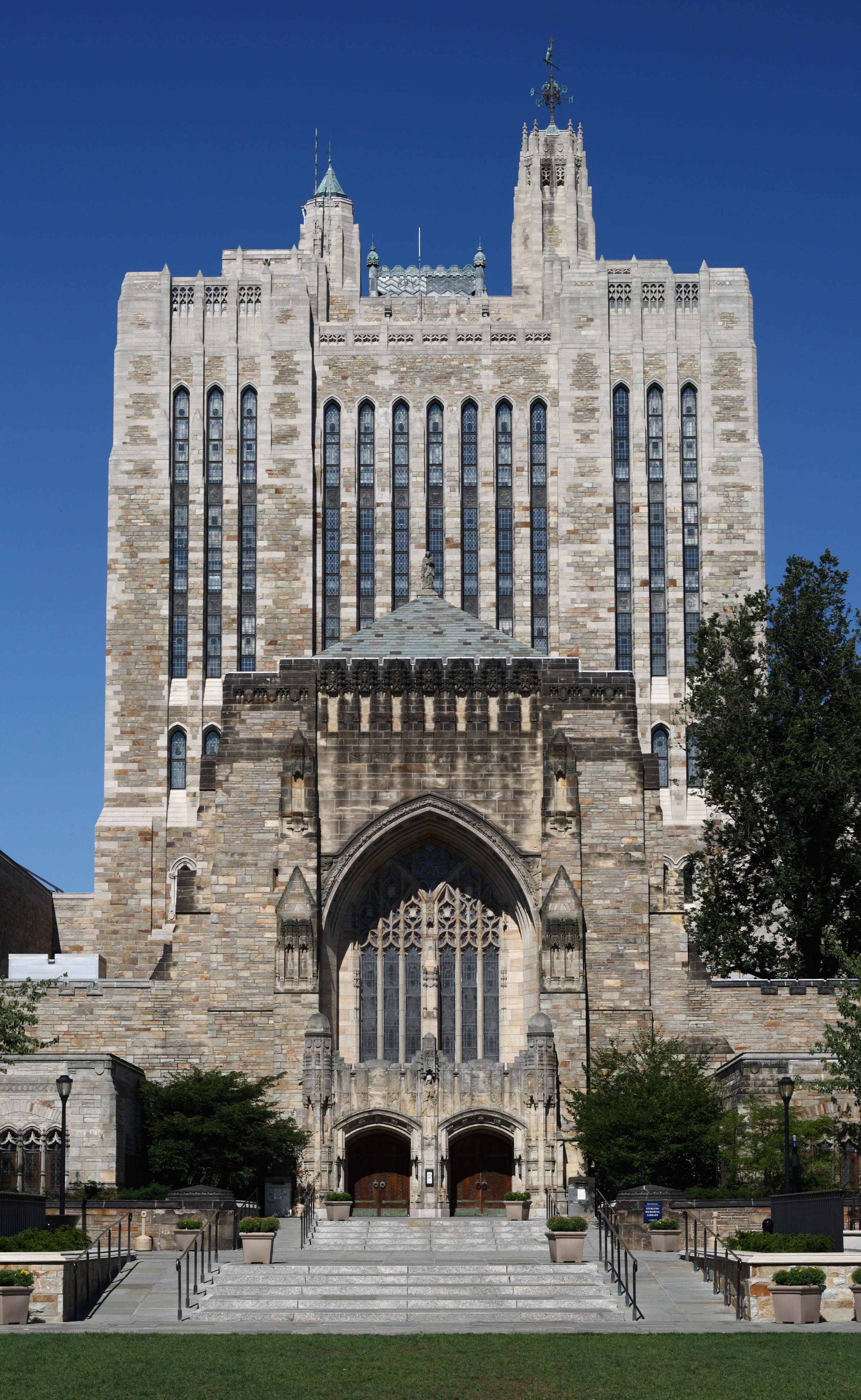
La bibliothèque commémorative Sterling de Yale, où sont conservées les archives de Louise Bryant.

En 2004, Anne Moen Bullitt fait don des archives personnelles de ses parents à l'université Yale. La bibliothèque commémorative Sterling de Yale contient donc une collection intitulée « Louise Bryant Papers », sous la cote MS 1840. Elle est constituée d'environ 5,8 mètres linéaires de lettres, textes, photographies et images que Louise Bryant a collectionnés, ou réalisés entre 1916 et 1936.

## Œuvres

### Ouvrages
- (en) School Feeding: Its History and Practice at Home and Abroad[23].
- (en) Six Red Months in Russia (1918)[24].
Traduit par José Chatroussat sous le titre Six mois rouges en Russie et publié en poche (Libertalia, 2017).
- (en) Mirrors of Moscow[25] (Hyperion Books 1973).

### Théâtre
- (en) The Game: A Morality Play in One Act[26].

### Articles (sélection)
- (en) « Art for American Children »[27].
- (en) « Fables for Proletarian Children »[28].
- (en) « The Last Days with John Reed: A Letter from Louise Bryant »[29].
- (en) « Two Judges »[30].